# ドラえもんのひみつ道具 (ああ-あと)
ドラえもんのひみつ道具 (ああ-あと) では、藤子・F・不二雄の漫画『ドラえもん』、『大長編ドラえもん』(VOL.1〜17)、藤子・F・不二雄のその他の著作に登場するひみつ道具のうち、読みが「ああ」から始まるものから「あと」で始まるものまでを列挙する。

## あいあいパラソル
あいあいパラソルは、「あいあいパラソル」（てんとう虫コミックス12巻に収録）に登場する。
和傘を象った道具。相合傘をするように、この傘の下に2人が入ってから5分経つと、向かって左側の人が右側の人を猛烈に好きになる。つまり、自分が右、片思いの相手を左に入れると相思相愛になれる。元に戻す方法は存在せず、5分たったら取り返しがつかないので注意が必要。異性だけでなく同性でも効果がある。
このエピソードの巻末のおまけカットでは、パラソルを持って壁の前に立つのび太が、壁に落書きされた「へのへのもへじ」に好意を持たれるというイラストが描かれていた。
あいあいガサ
テレビアニメ第2作第1期での名称。
テレビアニメ第2作第2期「おかしなおかしなかさ」（2005年6月24日放送）でも同名の道具が登場するが、そちらについてはドラえもんのひみつ道具 (おあ-おこ)#おかしな傘を参照。

## あいこグローブ
あいこグローブは、「男は決心!」（てんとう虫コミックス43巻に収録）に登場する。
ボクシングで用いるグラブを模した道具。このグラブを着けて他人と殴り合いをすると、相手に応じて力が加減され、自分や他人の実力の大小に関わらず互角に戦える。そのため気力の大小で決着が決まる。
ただし機械仕掛けの道具のため、コンクリートなどの硬い物を叩くと壊れることがある。中の機械は構造がややこしいため、一度壊れると直すのに苦労する。

## アイディア考え機
アイディア考え機（アイディアかんがえき）は、「ドラえもん誕生」（コロコロコミックデラックス『ドラえもん 藤子不二雄の世界』に掲載、てんとう虫コミックス0巻に収録）に登場する。
作中で藤子・F・不二雄が新連載のアイディアが出ずに困っていたとき、「漫画の案を考えてくれる機械」があればいいと思い、想像した道具。すなわち、架空世界の中の架空の道具である。現代のパソコン（執筆当時は未普及）に似た外観で、モニターにアイディアが表示される。

## 相手ストッパー
相手ストッパー（あいてストッパー）は、「ハッピーバースデイ・ジャイアン」（てんとう虫コミックス23巻に収録）、「どっちがウソか! アワセール」（同38巻に収録）に登場する。
機械に向かって声で命令すると、特定の相手の足を動かなくすることができる。ジャイアンはこの道具を使って、自分の誕生パーティーを避けてドラえもんたちがどこかへ出かけるのを防止した。また後に登場したときには、相手の時間も止めることができるようになった。

## 愛のムチ
愛のムチ（あいのムチ）は、「ガッコー仮面登場！」（てんとう虫コミックス・短編第33巻に収録）に登場する。
「ガッコー仮面」（正体は中学生ののび太）が出したムチ。通常は柄の部分のみの形状だが、ボタンを押すとムチが出てくる。

## 赤まむしドリンク
赤まむしドリンク（あかまむしドリンク）は、「恐怖のディナーショー」（てんとう虫コミックス41巻に収録）に登場する。
ドラえもんがジャイアンのディナーショー対策として、自分とのび太と出木杉のために出した栄養ドリンク。ただし赤まむしドリンク自体は現実にも実在するものであるため、このドリンクが現代にもある普通の栄養ドリンクなのか、特殊な効能がある未来の道具なのかどうかは不明である。

## 空地じゅうたん
空地じゅうたん（あきちじゅうたん）は、「空中フック」（ぴっかぴかコミックス8巻に収録）に登場する。
空中につり下げることができる道具「空中フック」を使い、空中に空地を作ることができるじゅうたん。

## 亜空間コネクター
亜空間コネクター（あくうかんコネクター）は、「野比家は三十階」（てんとう虫コミックス41巻に収録）に登場する。
住宅をひみつ道具によって本来の場所から離れた場所に移動させた状態で、電気、水道、ガスなどを使えるようにつなげておく道具。形状は不明。「高層マンション化エレベーター」でのび太の家を30階の高度まで上昇させたときに使用した。

## 悪運ダイヤ
悪運ダイヤ（あくうんダイヤ）は、「悪運ダイヤ」（てんとう虫コミックス8巻に収録）に登場する。
見た目は綺麗だが、それに反して身にふりかかった悪運を他人になすりつけることのできる恐ろしい力を持った道具。このダイヤを自分に擦り付け、その後誰かに持たせると、自分に降りかかる災難がすべてダイヤを持たせた相手に移ってしまう（転んでも痛みを感じずダイヤを持った人間が痛みを感じる、ドブに落ちても自分はぬれず持たせた人間が突然ずぶぬれになるなど）。いわゆるホープダイヤモンドのようなもの。ダイヤはこぶし大の大きさで、非常に魅力的に見えるため、道端に捨てるだけで高確率で他人に拾わせることができる。
テレビアニメ第2作2期「悪運ダイヤ」（2006年11月10日放送）では、ドラえもんが未来デパートから注文した「幸運ダイヤ」という道具の手違いで悪運ダイヤが届いたことになっていた。

## アクションカルタ
アクションカルタは、「長い長いお正月」（てんとう虫コミックス23巻に収録）に登場する。
未来の世界のカルタ。起動させると自動的に空を飛んで絵札が町中に散らばり、落ちた場所に合わせて絵とヒントが作られる。読み札に当たるトランシーバー型の機械から個々の参加者のイヤホンにヒントが送られ、それを頼りに該当の札を探し回って遊ぶ。出されるヒントはなぞなぞのようなものが多い。また、絵札は他人の家の庭や鳥籠の中、参加者の衣類の中に入り込んでしまう事がある（作中ではのび太のズボンのポケットに「ま」の札、ジャイアンのシャツの中に「に」の札が入っていた）。

## アクションクイズ
アクションクイズは、「クイズは地球をめぐる」（てんとう虫コミックス19巻に収録）に登場する。
機械に付いているレバーを下げるとクイズが出題され、その問題に30秒以内に正解すると金メダル（表面には“ACTION CUIZE”と誤記されている）が貰える。もし間違うと解答者に雷が落ちる。問題は4問1組で出題され、中断しようとしても雷を落とされるという容赦のなさ。もし途中で逃げ出しても機械が追いかけて強制的に答えさせられる。
「アクション」という名のとおり、答えは体を動かして答えることになる。出題されるクイズはすべてひみつ道具を使って答えるのが特徴で、たとえばどこでもドアを使って別の場所へ行く、タイムマシンを使って別の時代へ行くなど、なにかしらのアクションを起こして回答することになる。
テレビアニメ版第2作2期では、マシンに「お助けボタン」というボタンが追加され、押すことでパートナーを1人付けることができるが、不正解の時に落とされる雷の威力が5倍に増える。また、あまりにもくだらない答えを言った場合は即座に雷が落とされる。

## アクト・コーダー
アクト・コーダーは、「アクト・コーダー」（藤子不二雄ランド6巻、藤子・F・不二雄大全集4巻に収録）に登場する。
テレビ局がスタジオ撮影に使う大型のテレビカメラを模した道具。あらかじめ回数を決めてから何かの動きを撮影し、再生ボタンを押すとその動きを決められた回数だけやり続ける。スロー機能もある。

## 悪魔ット
悪魔ット（あくまット）は、「デビルカード」（てんとう虫コミックス22巻に収録）に「悪魔を呼び出す道具」という名前で登場する道具。「悪魔ット」という名称はテレビアニメ第2作2期「デビルカード」でのアニメ放送時にのみつけられた名称。作中で名称は登場しないが、テレビアニメ第2作2期の公式サイトに掲載の「ひみつ道具カタログ」に名称が明記されている。
「JHS」などの文字と、魔法陣が書かれたマット。広げると周辺一帯が暗くなり、悪魔が召喚される。のび太が呼び出した悪魔はこのところはなかなか呼び出してもらえないらしく、のび太に「デビルカード」という道具を、新聞の勧誘員のようにサービス品（石鹸、タオル、ティッシュペーパー）を付けて渡した。
この話の表紙にはまったく違うデザインをした道具（悪魔の顔をかたどったつるはし）が描かれている。作者がこの話の執筆中にデザインを変えた可能性がある。

## 悪魔のイジワール
悪魔のイジワール（あくまのイジワール）は、「悪魔のイジワール」（てんとう虫コミックス35巻に収録）に登場する。
トゲの付いた丸いフラスコが容器となっている飲み薬。誰かにいじわるをしたい時に使用する。これを飲んだ者に対して、周囲の人々が寄ってたかっていじわるをするようになる。
周囲に意図はなくても、偶然や不運の積み重ねが「いじわる」の形になる。たとえば、外出しようとしたら家のすぐ前で車が故障していて外に出られなくなるなど。その恐ろしさは、ドラえもんが冷や汗を流して震え上がるほど。
イジワールのききめをなくすクスリ
「悪魔のイジワール」の効果を消すのに必要な薬。これを飲まない限り効果は消えない。作中ではこれを持って来たドラえもんが、イジワールを飲んだのび太に最後のいじわるをしてしまう形になった。

## 悪魔のパスポート
悪魔のパスポート（あくまのパスポート）は、「悪魔のパスポート」（てんとう虫コミックス13巻に収録）に登場する。
どんな悪事を行ってもこのパスポートを提示すれば、提示された者（人間だけでなく犬等の動物にも効力を発揮する模様）は容認することで免罪されるという恐ろしい道具。外見はパスポート状で、表紙には悪魔の顔のシルエットが描かれ、「PASSPORT OF SATAN」と表記がある。その恐ろしさから、ドラえもんは焼き捨てようと考えていたが、うっかり忘れていたらしい。
ドラえもんからこの道具を取り上げようとしたのび太が最初にパスポートを使った際には、パスポートから稲妻のような光が放たれ、使用者ののび太の背後に悪魔の影が浮かび上がった。この描写はこの時の一回のみである。
対策としては寝ている間に奪うなどがある。

## 上げ下げくり
上げ下げくり（あげさげくり）は、「上げ下げくり」（てんとう虫コミックス43巻に収録）に登場する。
これを手に持って、何をどのくらいの時間繰り下げ、あるいは繰り上げると宣言すると、その通りになるという道具。同じ予定は一度変更したら、再び変更することは出来ない。取り消しは可能。

## あけっぴろげガス
あけっぴろげガスは、「ないしょ話…」（てんとう虫コミックス『ドラえもんプラス』5巻に収録）に登場する。
「PERAPERA」と表面に書かれているスプレー缶に入ったガス。このガスを吹きかけられると、堂々と自分のいたずらを打ち明かしたり悪態をついて罵倒するなど、どんなことでも大声で話してしまう。

## あげられたこ
あげられたこは、「あげられたこ」（てんとう虫コミックススペシャル『ドラえもん カラー作品集』2巻に収録）に登場する。
一般的な凧上げとは逆で、凧を地面に置いて使用し、糸を持った人が空中に浮かび上がるという凧。ただし、通常の凧と同様使用者同士が接触すると糸が絡まってしまう。
「ドラえもん大事典」(てんとう虫コミックス11巻収録)では、「タコ上がり」という名称になっている。ここでは、タコが引力を遮るので、上に乗ると浮かび上がるというもの。

## 足あとがとれるガス
足あとがとれるガス（あしあとがとれるガス）は、「のぞきお化け」（藤子・F・不二雄大全集1巻に収録）に登場する。
地面や床に吹き付けておくと、吹き付けた場所を歩いた者の足跡をとることができるというガス。なお、この道具の正式名称は不明であり、「足あとがとれるガス」は便宜上名づけた仮称。

## 足あと採取パウダー
足あと採取パウダー（あしあとさいしゅパウダー）は、「ゆうどう足あとスタンプ」（藤子・F・不二雄大全集16巻に収録。『熱血!! コロコロ伝説』5巻に再録）に登場する。
地面に撒くと、そこを歩いた者の足跡が浮かび上がるという粉末。

## 味のもとのもと
味のもとのもと（あじのもとのもと）は、「ジャイアンシチュー」（てんとう虫コミックス13巻に収録）に登場する。
調味料の一種。これを料理にふりかけると、どんなにまずい料理でも美味しくなる。まずそうな香りも美味しそうな香りになるため、大いに食欲をそそられて食べずにはいられなくなる。対象は料理であるが、それ以外のものに振りかけても効果がある。人間に対して振りかけた場合、かけられた相手に対して食欲を刺激されてしまい、大量にかけすぎると見境なく相手を食べようとしてしまう（人肉）。
アニメでは、商標の都合から、名称が変更されている（「本の味の素」も同様）。以下、例。
モトノアジ
テレビアニメ第2作1期での名称。
ラベルには「素の味」と書かれている。
いっぱい食べる子元気な粉
テレビアニメ第2作2期「恋するジャイアン（後編）」（2008年6月20日放送）での名称。
なんでも食べる子元気な粉
テレビアニメ第2作2期「宇宙ひみつ道具クイズ 〜第1回〜」（2008年9月19日放送）での名称。
スーパーグルメスパイス
テレビアニメ第2作2期「ジャイアンシチュー」（2012年2月10日放送、2019年1月18日リメイク放送）での名称。
ラベルのデザインはそれぞれ異なっており、2012版では大きく「G」の文字、2019年版では「SGスパイス」と書かれている。

## アスレチック・ハウス
アスレチック・ハウスは、「アスレチック・ハウス」（てんとう虫コミックス19巻に収録）に登場する。
小型の機械。住宅の屋根裏部屋に設置してスイッチを入れると、その住宅はアスレチ
ックだらけに改造され、屋内にいる人は強制的に運動させられることになる。たとえば、ふすまが極端に重くなり、開閉の際に腕に負担がかかることで腕を鍛えさせられる。また、座布団がトランポリンに、廊下がトレッドミルに変化したり、階段の段差が異常に増したり、床に穴があいて飛び越えなければならなくなったり、穴に落ちたら落ちたで強制的に鉄棒をさせられたりする。家のどこの部分がどう変わったかは実際にその場所に足を踏み入れるまではわからない。元の住宅に戻すには機械を設置した屋根裏部屋にまでなんとか進んで、機械を止めるしか方法はない。
テレビアニメ第2作2期では、スポーツバラエティー番組のようなナレーション（声 - 垂木勉）がつくようになった。またこの道具を使った場合、他のひみつ道具は使えないという設定となっている(原作漫画ではひみつ道具は使用可能で、実際に作中でタケコプターを使用している)。
アスレチック・ハウス アウトドアバージョン
テレビアニメ第2作2期「ジャイアンが1000人!?」（2010年6月25日放送）に登場。屋外専用の「アスレチック・ハウス」で、周囲の土地をアスレチックにする。

## アソボウ
アソボウは、「アソボウ」（てんとう虫コミックス9巻に収録）に登場する。
音叉を模した道具。この道具から発せられる超音波を聴くと、遊びに出かけたくなってしょうがなくなる。効果の範囲は半径1キロメートル程度。ステレオを大音量で鳴らすなど、通常では近隣の住民に迷惑が掛かりそうなことをするときなどに使用する。

## アタールガン
アタールガンは、「アタールガン」（藤子・F・不二雄大全集2巻に収録）に登場する。
ドラえもんが紙とハサミと糊を使って作った手製のピストル。弾には目がついており、標的の人物を追跡して必ず当てることができる。弾は標的の姿を目から映写して人に尋ねることもできる。
作中ではこの道具は無名で、名称の初出は「ドラえもん大事典」（てんとう虫コミックス11巻収録）。

## あっちこっちテレビ
あっちこっちテレビは、「ドンジャラ村のホイ」（てんとう虫コミックス35巻に収録）に登場する。
4台のロケットのようなカメラに空中を飛び回らせて、モニターでその4台のカメラの映像を見ることができるという道具。
携帯あっちこっちテレビ（けいたいあっちこっちテレビ）
てんとう虫コミックススペシャル「ザ・ドラえもんズ スペシャル」の『メダカの価値』（スペシャル11巻に収録）に登場。
ドラえもんの道具で、「あっちこっちテレビ」のバリエーション。モニターが備え置き型ではなく携帯テレビ状になっており、野外で歩きながらでも使用できる。

## アットグングン
アットグングンは、「虫の声を聞こう」（てんとう虫コミックス『ドラえもんプラス』1巻に収録）、「時計はタマゴからかえる」（てんとう虫コミックス38巻に収録）に登場する。
動植物にふりかけると、あっという間にぐんぐん成長するという粉末。成熟したものにかけると、さらに巨大に成長する。「時計はタマゴからかえる」では、動物を模した品物も成長させられる設定になっている。
アットグングンS
テレビアニメ第2作第2期「巨大スネ夫あらわる！」（2011年12月9日放送）に登場する。
Sが付いているが、効果はアットグングンと同じ。ただしこちらはあまりにも多くかけすぎると段々と大きくなっていってしまうという描写がある。

## 厚みぬきとりバリ
厚みぬきとりバリ（あつみぬきとりバリ）は、「厚みぬきとりバリ」（てんとう虫コミックス39巻に収録）に登場する。
縫い針程度の大きさの道具。これで刺した物（者）は、まるで破裂した風船のように一瞬でペタンコになってしまう。水をかけると元に戻る。基本的には物に刺して使うが、人に刺しても効果がある。床と一体化して見えるほど薄いらしく、スネ夫はペタンコのジャイアンを絵と勘違いした。
なお、同様の機能を持つ道具に「かるがるもちはこび用紙」、「チッポケット二次元カメラ」、「ペタンコアイロン」がある。
ニュー厚みぬきとり針（ニューあつみぬきとりばり）
てんとう虫コミックススペシャル「ザ・ドラえもんズ スペシャル」の『のび太、とんちを習う』（スペシャル6巻に収録）に登場。
王ドラの道具。「厚みぬきとりバリ」のバリエーション。厚みぬきとりバリ同様に物を紙同様の薄さにできることに加え、それを好きなところに貼り付けることができる。

## あとからアルバム
あとからアルバムは、「あとからアルバム」（てんとう虫コミックス31巻に収録）に登場する。
「AtOkara」と表紙に書かれたアルバム状の道具。名前、年、月、日、時間、を書いた紙をアルバムに挟み、3分待ってアルバムを開けば、そのときのできごとが写真となって出てくる。過去の時間や人物を指定すれば過去の写真が出てくるが、未来の出来事が分かるのかは不明。出てくる写真は周りに白いふちがある。

## アトカラホント
アトカラホントは、「アトカラホントスピーカー」（てんとう虫コミックス37巻に収録）に登場する。
指先に乗るほど小さなスピーカー。これを口に含んでしゃべると、しゃべったことがあとから本当になる。実現してしまった嘘を取り消すにはスピーカーのキャンセルボタンを押す必要がある。効果はオオカミ（作中ではシベリアオオカミ）が動物園から逃げ出して家にくるといった小さな事柄から、人気タレント・伊藤翼が家にきたり、さらにスネ夫の母が病気になったりと大げさなことまで実現可能。ちなみにテレビアニメ第2作1期「アトカラホントスピーカー」（1986年4月11日放送）ではスネ夫が「王様の耳はロバの耳」と言った際、将棋の王将の駒にロバの耳が生えてきたという出来事が起こった。
テレビアニメ第2作1期「アトカラホントスピーカー」（1986年4月11日放送）、およびテレビアニメ第2作2期「アトカラホントスピーカー」（2007年2月2日、2018年11月9日放送）ではともに道具名を「アトカラホントスピーカー」としている。
同様の道具に「ソノウソホント」がある。

## アドベン茶
アドベン茶（アドベンちゃ）は、「アドベン茶で大冒険」（てんとう虫コミックス36巻に収録）に登場する。
飲んで外出すると大冒険（アドベンチャー）できるというお茶。外にいるだけで、高い樹木に偶然登らされる、ラジコン飛行機や銀行強盗に追い掛け回される、疲れて鉄骨に座るとクレーンに吊り上げられる、火事のビルに入ってしまう、トラックの幌の上に偶然乗せられて移動させられる、など偶然的事象によりハラハラドキドキするが、絶対安全保証つきで、生命に危険が及ぶことはない。効果は一口につき5分間。
大変な苦労をするという類似の効果をもたらすくろうみそという道具がある。
テレビアニメ第2作第2期「アドベン茶」（2008年9月12日放送）における、のび助の大冒険ルートを発生順に示す。
1. ラジコン飛行機に追い立てられる
2. 庭の立木から動物搬送用トラック内の虎と遭遇
3. スネ夫宅のトランポリンを経てゴミ置き場に着地
4. ボーリング場の倒壊したオブジェである大玉が襲い掛かる
5. 腰かけた鉄骨ごとクレーンに吊り上げられ、突風に吹き飛ばされる
6. 別のクレーンにつかまり、マンションの爆風に吹き飛ばされた少年をダイレクトキャッチで救出
7. 飛行中のヘリコプターにしがみつきゴール地点の野比家に到着